# Franz Baermann Steiner
Franz Baermann Steiner (n. en Karlín, Praga, el 12 Octobe 1909 - fallecido en Oxford, Inglaterra, el 27 November de 1952), fue un erudito, etnólogo, ensayista y poeta. 

## Biografía
Hijo de un pequeño comerciante de cuero y tela, recibió una educación religiosa en la escuela, a pesar de que ninguno de sus progenitores practicaba el judaísmo y su padre se confesaba ateo. Pertenecía a la última generación de los alemanes, y de la minoría judía en Praga de los últimos días del imperio austro-húngaro. En 1920 entró en el Gimnasio del Estado alemán en la calle Stepanska, donde Max Brod y Franz Werfel habían estudiado. Se unió a la Studentenbund Roter (Red de la Unión de Estudiantes) en 1926. Pronto se sintió atraído por el marxismo temprano, una fascinación que duró hasta 1930, y también al sionismo político. Se matriculó en la Universidad Alemana de Praga a finales de 1928 para los cursos de lenguas semíticas, dentro de la especialidad en etnología, al mismo tiempo que estudió como alumno externo en los cursos de etnología de Siberia y de Estudios Turcos de la lengua checa la Universidad Carolina de Praga. Estudió árabe en el extranjero durante un año (1930-1931), en la Universidad Hebrea de Jerusalén. En 1928 comenzó a escribir. En el verano de 1929 entra a formar parte del llamado "Grupo Libre de Praga". Fue durante su estancia en Jerusalén, donde Steiner pudo reencontrarse con su identidad judía y pasó a considerarse un oriental nacido en Occidente, dualidad que marcaría tanto su obra poética, como su experiencia antropológica y también sus ideas políticas. Obtuvo su doctorado en lingüística en 1935 con una tesis sobre la formación de palabras en árabe ("Estudios sobre la Historia de las raíces árabes"). Se traslada entonces a Viena para especializarse en etnología del Ártico. Con el crecimiento del antisemitismo nazi, Baermann se convierte en un refugiado y se ve obligado a trasladarse a Londres para continuar sus estudios en la London School Of Economics. Durante el verano de 1941 sus padres son deportados al campo de concentración de Theresienstadt y mueren a los pocos meses en el de Treblinka, sin que él lo sepa hasta tres años después. Durante su exilio en Inglaterra inicia su amistad con Elias Canetti. En 1949 fue nombrado Profesor de Antropología Social en Oxford, cargo que ocupó hasta su prematura muerte tres años más tarde. Un año más tarde, en 1950, obtiene la nacionalidad británica. Tras conocer la muerte de su familia durante el Holocausto, su estado de salud decayó notablemente. En 1952 muere de un ataque al corazón, poco después de que Iris Murdoch hubiera aceptado su proposición de matrimonio. De hecho, según Peter J. Conradi, muchos de los personajes destacados en las obras de esta autora como Peter Saward (El Vuelo del Encantador, 1956), Jost Willy (El agradable y el bueno, 1968) o Tallis Browne (Una derrota bastante honorable, 1970) se inspiraron en sus recuerdos de Franz Steiner. Steiner fue enterrado en el Cementerio Judío de Oxford.
Su obra más famosa, Taboo (Tabú), constituye un estudio monográfico donde se recogen las distintas conferencias que Steiner impartió sobre este tema. Publicada póstumamente, en 1956, hoy día está considerada como un clásico dentro del ámbito de la antropología social. Su pensamiento se caracteriza por un intenso compromiso con el derecho de autodeterminación de los pueblos no occidentales. Tampoco su obra poética más importante, Conquistas, llegó a ser publicada en vida del autor. Una selección de su poesía ha sido traducida recientemente al castellano, Poemas selectos, Editorial Pre-Textos.

## Obras traducidas al español
- Poemas selectos. Editorial Pre-Textos. 2011.